# Cowal

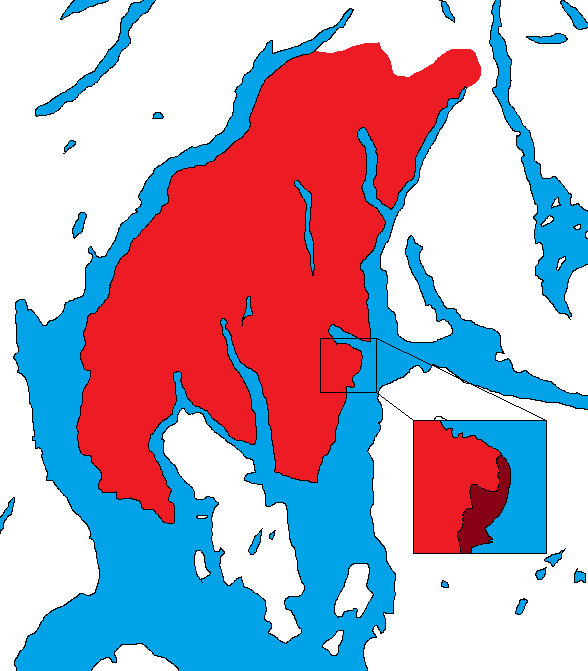
Mappa della penisola di Cowal

Cowal (in gaelico scozzese: Còmhghall) è una penisola della Scozia sud-occidentale, situata tra il Loch Fyne e il Loch Long, nell'area di consiglio dell'Argyll e Bute. Si tratta della zona più visitata dell'Argyll.
Centro principale della penisola è la stazione balneare di Dunoon.

## Geografia fisica
La penisola di Cowal si trova non lontano dalla città di Glasgow.
La parte settentrionale della penisola è bagnata dal Loch Fyne, mentre la parte orientale è bagnata dal Loch Long.
La parte sud-orientale di Cowal è bagnata dal Firth of Clyde, dallo Holy Loch e dal Loch Striven.
La parte sud-occidentale della penisola è nota come "Argyll's Secret Coast" (la "costa segreta dell'Argyll"), essendo un'area pressoché inesplorata.. L'area è caratterizzata dalla presenza del Loch Riddon e dei Kyles of Bute: questi ultimi separano Cowal dalla zona settentrionale dell'area del Bute dai Kyles of Bute.

## Origini del nome
Il toponimo Cowal è di probabile origine norrena, anche se, secondo alcuni studiosi, deriverebbe invece dalla tribù scozzese dei Comgall.

## Luoghi d'interesse
- il villaggio di Arrochar

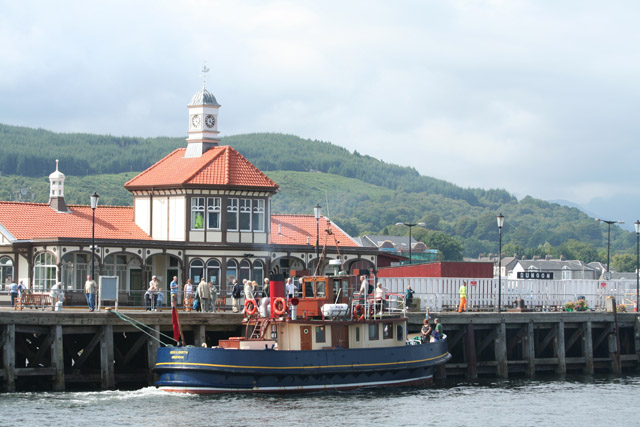
La stazione balneare di Dunoon

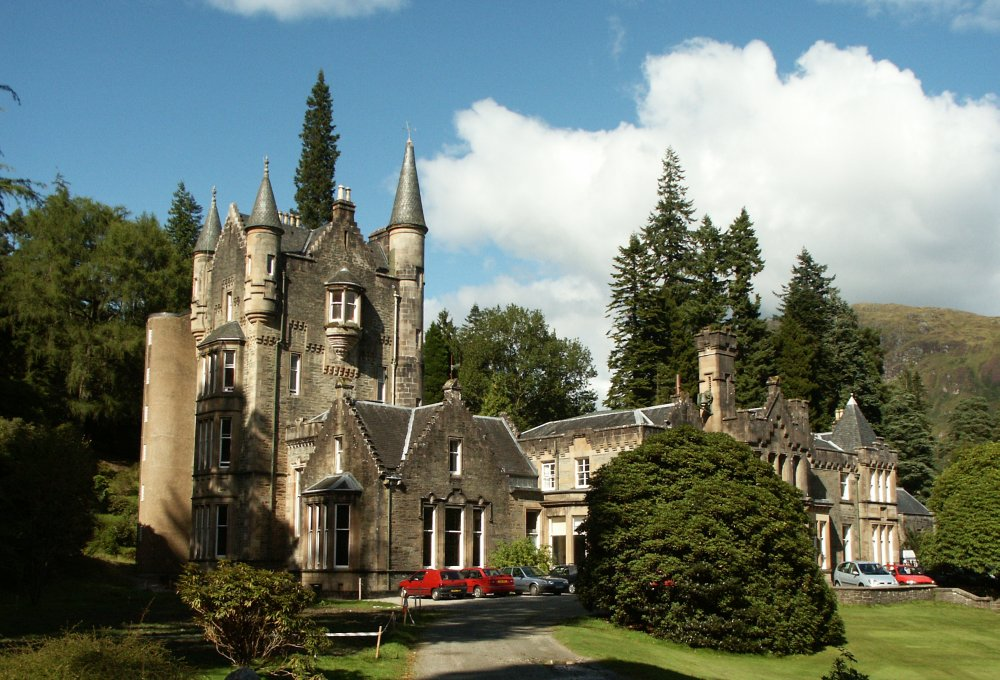
Il Benmore Botanic Garden, nella penisola di Cowal

- il Benmore Botanic Garden, giardino montagnoso che costituisce una delle principali attrattive turistiche della penisola[1]
- il Carrick Castle[1]
- il villaggio di Colintraive[1]
- la località balneare di Dunoon[1]
- il villaggio di Kames[1]
- la località di Kilmodan, con la chiesa di Kilmodan e le pietre di Kilmodan[4]
- Lochgoilhead, villaggio sul Loch Goil[1]
- Portavadie, località sul Loch Fyne[4]
- Strachur, villaggio sul Loch Fyne[1]
- il villaggio di Tighnabruaich[1]

## Trasporti
La penisola di Cowal è collegata via traghetto con l'isola di Bute: il traghetto parte dal villaggio di Colintraive.
Dal villaggio di Portavadie parte invece il traghetto per Tarbert.